# 116 Clique
116 Clique (uttal: "one-one-six click") är en kristen hiphopgrupp från Dallas, Texas  kontrakterade till Reach Records.

## Diskografi

### Album
- 2005 - The Compilation Album
- 2006 - The Compilation Album: Chopped & Screwed
- 2007 - 13 Letters
- 2011 - Man Up

### EP
- 2007 - Amped

### Singlar
- 2011 - Man Up Anthem
- 2012 - Come Alive
- 2013 - Now They Know